# Bergham (Geisenhausen)
Bergham ist eine Gemarkung und war bis 1972 eine Gemeinde im Landkreis Vilsbiburg im bayerischen Regierungsbezirk Niederbayern.
Auf der Gemarkung liegen die Orte Aign, Baumgarten, Buch, Dasching, Falkenberg, Frauenau, Goldbrunn, Höhenberg, Johannesbergham, Kammerlehen, Kiebelberg, Kiemannsstetten, Kochgrub, Lernbuch, Lofeneck, Obergrub, Oed, Oedgarten, Rieberseck, Rombach, Scheueck, Schlott, Stadel, Stadelöd, Stephansbergham, Straß, Tiefengrub, Unterrettenbach, Wald, Westersbergham, Wies und Zeil.
Die Nachbargemarkungen sind Diemannskirchen im Norden, Seyboldsdorf und Vilsbiburg im Osten, Gaindorf, Holzhausen im Süden und Geisenhausen im Westen.
Die Gemeinde wurde am 1. Juli 1972 zu großen Teilen nach Geisenhausen eingemeindet, kleinere Teile kamen nach Vilsbiburg.

## Geschichte
Die Gemeinde Bergham entstand mit dem bayerischen Gemeindeedikt von 1818. Das Pfarrdorf Johannesbergham war der Gemeindesitz. Weitere zugehörige Orte waren Aign, Baumgarten, Buch, Dasching, Falkenberg, Frauenau, Goldbrunn, Höhenberg, Kammerlehen, Kiebelberg, Kiemannsstetten, Kochgrub, Lernbuch, Lofeneck, Obergrub, Oed, Oedgarten, Rieberseck, Rombach, Scheueck, Schlott, Stadel, Stadelöd, Stephansbergham, Straß, Tiefengrub, Unterrettenbach, Wald, Westersbergham, Wies und Zeil.
Im Rahmen der Gemeindegebietsreform kam am 1. Juli 1972 die Gemeinde Bergham überwiegend nach Geisenhausen. Die Orte Baumgarten, Dasching, Falkenberg, Frauenau, Goldbrunn, Lernbuch, Lofeneck, Oed, Rieberseck, Rombach, Stadel, Stadelöd und Wald kamen zu Vilsbiburg.